# Aeroportul Internațional Piedras Negras
Aeroportul Internațional Piedras Negras (IATA: PDS, ICAO: MMPG) este un aeroport din Piedras Negras Municipality⁠(d), Coahuila, Mexic ce deservește zona Piedras Negras⁠(d). Aeroportul a fost tranzitat în 2023 de 10.178 de pasageri. A fost numit după zona deservită.
Situat la o altitudine de 275 m, aeroportul dispune de 1 pistă. Este operat de Administradora Coahuilense de Infraestructura y Transporte Aéreo⁠(d).

## Infrastructură

### Piste
Aeroportul dispune de o singură pistă. Pista 12/30 are suprafața de asfalt și dimensiunile 2.028 m × 30 m. 